# Чоповицький район
Чопо́вицький райо́н — адміністративно-територіальна одиниця УРСР, що існувала в складі Малинської, Коростенської та Волинської округ, УРСР, Київської та Житомирської областей. Районний центр — селище міського типу Чоповичі.

## Населення
За даними перепису населення СРСР 1939 року чисельність населення району становила 36 517 осіб, з них українців — 31 346, росіян — 1 165, німців — 176, євреїв — 1 178, поляків — 1 433, чехів — 817, інших — 1 219.

## Історія та адміністративний устрій
Район утворено в квітні 1923 року у складі Малинської округи з 13 сільських рад колишніх Малинської та Стремигородської волостей Радомисльського повіту: Владівської, Дерманківської, Зубівщинської, Колоніє-Зубівщинської, Меленівської, Новаківської, Писарівської, Скуратівської, Стремигородської, Сичівської, Хотинівської, Чоповицької та Шершнівської.
10 вересня 1924 року район було ліквідовано, більшу частину сільських рад було передано до Малинського району, Дерманківську та Сичівську — до складу Потіївського району.
Відновлено район 23 лютого 1927 року у складі Коростенської округи з 18 сільрад, перепідпорядкованих з Коростенського, Народицького та Малинського районів: Владівської, Зубівщинської, Зубівщинської чеської, Каленської, Липлянської, Мединівської, Меленівської, Новаківської, Обиходівської, Скуратівської, Стариківської, Стремигородської, Татарновицької, Устинівської, Хотинівської, Чоповицької, Шершнівської та Юзефівської. 7 квітня 1927 року підпорядковано 2 сільради Потіївського району: Буківську та Дерманківську.
13 червня 1930 року ліквідовано Коростенську округу, район було включено до складу Волинської округи. 2 вересня 1930 року було скасовано поділ УРСР на округи, через що, від 15 вересня 1930 року, Чоповицький район, як і решта окремих адміністративних одиниць, перейшов у безпосереднє підпорядкування до республіканського центру. 5 лютого 1931 року район вдруге ліквідовано, його територію приєднано у повному складі до Малинського району.
Відновлено вдруге район 17 лютого 1935 року у складі Київської області з 21 сільради: Буківської, Владівської, Дерманської, Зубівщинської Першої, Зубівщинської Другої, Каленської, Липлянської, Мединівської, Меленівської, Новаківської, Обиходівської, Скуратівської, Стариківської, Стремигородської, Татарновицької, Устинівської, Хотинівської, Чоповицької Першої, Чоповицької Другої, Шершнівської та Юзефівської.
З 22 вересня 1937 року став частиною новоутвореної Житомирської області. 20 жовтня 1938 року Чоповицьку Другу сільську раду було реорганізовано в Чоповицьку селищну раду. 9 вересня 1939 року утворено 2 нові сільські ради: Барвінківську та Шевченківську.
В 1941-43 роках територія району входила до складу гебітскомісаріату Коростень Генеральної округи Житомир.
У зв'язку із укрупненням сільських рад 11 серпня 1954 року ліквідовано Зубівщинську, Липлянську, Стариківську сільські ради.
Район було остаточно ліквідовано 28 листопада 1957 року, територію розділено між Коростенським та Малинським районами. До Коростенського району увійшло 7 сільських рад: Каленська, Малозубівщинська, Меленівська, Новаківська, Стремигородська, Хотинівська, Шершнівська.
До Малинського району увійшли Чоповицька селищна рада та 9 сільських рад: Барвінківська, Буківська, Владівська, Йосипівська, Мединівська, Скуратівська, Устинівська, Чоповицька, Шевченківська.